# Pachyseris inattesa
Pachyseris inattesa is een rifkoralensoort uit de familie van de Agariciidae. De wetenschappelijke naam van de soort is voor het eerst geldig gepubliceerd in 2014 door Benzoni & Terraneo.